# Pirx kalandjai
A Pirx kalandjai ötrészes magyar sci-fi tévésorozat, amely Stanisław Lem írásai alapján készült, a Pirx pilóta kalandjai című novelláskötetből.

## Története és a forgatásának körülményei
Az 1972-ben készült, 1973-ban bemutatott sorozat rendezője Kazán István és Rajnai András.
A televíziós sorozat rendkívül kis költségvetéssel készült, többnyire könnyen azonosítható háztartási eszközökből, mindennapi használati tárgyakból összeállított díszleteiről híresült el. Az egyébként profi színészek unalmas dialógusait az érdekes öltözékeik mellett a köréjük kreatívan összeválogatott, futurisztikus benyomást kelteni szándékozó tárgyarzenál igyekezett izgalmasabbá varázsolni. (Például a világűrben felnagyított citromfacsarók lebegtek, az Űrhajós Akadémia előtt pedig matchbox kisautó parkolt.) A sorozat az egyik első alkalmazása volt a Magyarországon akkoriban debütáló bluebox technikának. Ezek együtt jellegzetes hangulatot és látványvilágot kölcsönöztek a produkciónak. A címszereplő pilótát Papp János alakította.

## Szereplők
- Pirx – Papp János
- Glória – Sunyovszky Szilvia
- Boerst – Bálint András
- Elnök – Básti Lajos
- John Massena – Blaskó Péter
- A Titán űrhajó parancsnoka – Both Béla
- Matters – Farády István
- Andy Thomson – Fülöp Zsigmond
- Ignatov – Izsóf Vilmos
- Achanian százados – Márkus László
- Prof. Langner – Némethy Ferenc
- Utaskísérő – Sáfár Anikó
- Szakértő – Sinkovits Imre
- Prof. Fabricius – Somogyvári Rudolf
- Kadét – Szakácsi Sándor
- Harry Brown – Szilágyi Tibor
- Jan Gutter – Tomanek Nándor
- Ügyész – Tordy Géza
- Tanár – Ujlaky László
- Dr. Rilov alelnök – Velenczey István
- Björgson fizikus – Vogt Károly
- Riporter – Zana József
- McCork – Zenthe Ferenc

További szereplők: Bay Gyula, Császár Angela, Harsányi Frigyes, Henkel Gyula, Horváth István, Horváth Péter, Ivánka Csaba, K. Tóth Imre, Karsai János, Kéry Gyula, Magda Gabi, Szalay Edit, Szendrő Iván, Tatár Eszter, Tándor Lajos, Thirring Viola, Zách János.

## Epizódok
|  | Alább a cselekmény részletei következnek! |

| # | Cím                        | Rendező                       | Író                           | Premier           |
| --- | -------------------------- | ----------------------------- | ----------------------------- | ----------------- |
| 1. | A diplomavizsga            | Kazán István és Rajnai András | Rajnai András és Varga László | 1973. március 2.  |
| Pirx, a némileg önbizalomhiányos, álmodozó űrhajós kadét akadémiai tanulmányai vége felé gyakorlati vizsgáját teszi le. De amellett, hogy ez az első önálló útja a világűrben, magával kell vinnie egy kezdő újságírónőt, Glóriát. A vizsga izgalmasra sikerül, és csak a végén derül ki, hogy nem is valódi út volt, csak egy tökéletes szimuláció. A végzős diákok egy luxusűrhajón ünneplik a sikeres záróvizsgát, de váratlanul egy bajba jutott űrhajó vészjelzését veszi a kapitány. A segítségükre sietnek, de kiderül, a balesetet szenvedett űrhajó személyzete nem tud kijutni a sérült reaktor miatt felizzott, sérült űrjárműből. Pirx azt javasolja, hogy egy hobbieszközzel megközelíti a hajót, és lézerrel nyit utat a bent rekedt legénységnek. A kapitány engedélyt ad az akcióra, amit Pirx sikeresen végre is hajt. |                            |                               |                               |                   |
| 2. | A Galilei-állomás rejtélye | Kazán István és Rajnai András | Rajnai András és Varga László | 1973. március 9.  |
| A Holdon, az Asztrofizikai Kutatóintézet tulajdonában lévő Galilei-űrállomáson rejtélyes tragédia történt. A kozmikus sugárzás tanulmányozásával foglalkozó bázison érthetetlen módon meghaltak a tudósok. Egy évvel korábban ugyanitt - kísértetiesen hasonló módon - végzetes balesetet szenvedett két munkatárs. A titokzatos esetek ügyében nyomozás folyik. Langner professzor és a delfin-próbán csúcsot döntő Pirx elutaznak az állomásra, hogy folytassák a megkezdett kísérleteket. Közben a pilóta folyamatosan azon töri a fejét, hogy mi történhetett a korábban itt dolgozó kutatókkal. Amikor megérkeznek, Pirxet hamarosan látogatók keresik fel. Miután a vendégek elmennek, a professzor kimegy a terepre adatokat gyűjteni. Ekkor azonban a korábbi hátborzongató eset megismétlődik: a professzor eltűnik egy szakadékban, itt érzékeli az életjeleit a számítógép által vezérelt védelmi rendszer. Pirx rövid tépelődés után kimegy a professzor után. |                            |                               |                               |                   |
| 3. | Víkend a Marson            | Kazán István és Rajnai András | Rajnai András és Varga László | 1973. március 16. |
| A két szerelmes, Glória és Pirx végre találkoznak, és megbeszélnek egy felhőtlen hétvégi randevút a Marson. A kellemesnek ígérkező kikapcsolódást azonban megzavarja a helyi biztonsági szolgálat vezetője, aki a fiatal pilóta segítségét kéri. Az történt ugyanis, hogy a közeli bányában meghibásodott egy robot, és emberekre támadt. A meghibásodott gépezetet - mivel más megoldás nem kínálkozik - meg kell semmisíteni. Ám ez nehéz vállalkozás, hiszen a nehéz fizikai munkát végző önműködő gép páncélja meglehetősen vastag. Pirx javaslatára terepjárókkal veszik üldözőbe a megvadult automatát. A hajsza közben tűzharc alakul ki az emberek és a robot között. Pirx végül csapdát állít. |                            |                               |                               |                   |
| 4. | Terminusz, a koronatanú    | Kazán István és Rajnai András | Rajnai András és Varga László | 1973. március 23. |
| Pirx végre megkapja parancsnoki kinevezését, valamint a Kék csillag nevű űrhajó irányítását is rábízzák. Ez az űrjármű pár évvel korábban – még Nautilusz néven – több ember halálát okozó katasztrófa részese volt. Az akkori vizsgálat alapján az űrhajó alkotóját, Jan Buttert találták vétkesnek, aki a világ első antianyag-meghajtású űrhajóját tervezte. Terminusz, az űrhajó robotja évekkel később még mindig azokat a morzejeleket ismételgeti, amit a katasztrófa idején rögzített. Ennek alapján Pirx perújrafelvételt kér, melynek során megpróbálja bebizonyítani a mérnök ártatlanságát. |                            |                               |                               |                   |
| 5. | Akció 127 óra 25-kor       | Kazán István és Rajnai András | Rajnai András és Varga László | 1973. március 30. |
| Pirx kapitányt az Űrhajózási Világszervezet igazgatója felkéri, vegyen részt egy kísérleti repülésben, melynek célja az emberi robotok alkalmasságának vizsgálata az űrrepülésben. Pirx feladata, hogy a "vegyes" legénység minden tagjának értékelje teljesítményét úgy, hogy közben senkiről sem tudja bizonyosan, robot-e vagy ember. Felszállás után nem sokkal többen is megpróbálkoznak Pirx kapitány bizalmába férkőzni azt remélve, így érdekeik jobban érvényesülhetnek... |                            |                               |                               |                   |

|  | Itt a vége a cselekmény részletezésének! |

## Érdekességek

Az Űrhajós Akadémia díszlete a filmben

A Pirx pilóta kalandjai című novelláskötet a magyar sorozat után pár évvel, 1979-ben egy egész estés filmet is ihletett, ez volt a lengyel–orosz koprodukcióban készült Test pilota Pirxa, amely a magyar forgalmazásban a Robotokkal a Szaturnusz körül címet kapta.